# New York Film Critics Circle Award/Bestes Erstlingswerk
Gewinner des Preises des New York Film Critics Circle in der Kategorie Bestes Erstlingswerk (Best First Film). Die Kategorie wurde ursprünglich 1989 als Bestes Regiedebüt (Beste New Director) eingeführt. 1997 erfolgte eine Umbenennung in die heutige Bezeichnung. Die Kategorie wird separat neben der für den Besten Film ausgelobt.
Von den bisher preisgekrönten Werken konnten nur Ein Schweinchen namens Babe (1995), In the Bedroom (2001) und Capote (2005) Oscar-Nominierungen in der Kategorie Bester Film erringen. Der Preisträger von 2015, Son of Saul, gewann später den Academy Award in der Kategorie Bester fremdsprachiger Film.
Die Jahreszahlen der Tabelle nennen die bewerteten Filmjahre, die Preisverleihungen fanden jeweils im Folgejahr statt.
| Jahr | Preisträger                   | Deutscher Titel                                   | Regie                                |
| ---- | ----------------------------- | ------------------------------------------------- | ------------------------------------ |
| 1989 | Henry V                       | Henry V.                                          | Kenneth Branagh                      |
| 1990 | Metropolitan                  | Metropolitan – Verdammt, bourgeois, verliebt      | Whit Stillman                        |
| 1991 | Boyz n the Hood               | Boyz n the Hood – Jungs im Viertel                | John Singleton                       |
| 1992 | Gas Food Lodging              | Gas Food Lodging - Verlorene Herzen               | Allison Anders                       |
| 1993 | Preis nicht vergeben          | Preis nicht vergeben                              | Preis nicht vergeben                 |
| 1994 | I Like It Like That           | Life Is Trouble                                   | Darnell Martin                       |
| 1995 | Babe                          | Ein Schweinchen namens Babe                       | Chris Noonan                         |
| 1996 | Big Night                     | Big Night                                         | Campbell Scott                       |
| 1997 | In the Company of Men         | In the Company of Men                             | Neil LaBute                          |
| 1998 | Love and Death on Long Island | Leben und Tod auf Long Island                     | Richard Kwietniowski                 |
| 1999 | Being John Malkovich          | Being John Malkovich                              | Spike Jonze                          |
| 2000 | George Washington             | George Washington                                 | David Gordon Green                   |
| 2001 | In the Bedroom                | In the Bedroom                                    | Todd Field                           |
| 2002 | Roger Dodger                  | Sex für Anfänger                                  | Dylan Kidd                           |
| 2003 | American Splendor             | American Splendor                                 | Shari Springer Berman Robert Pulcini |
| 2004 | Maria Full of Grace           | Maria voll der Gnade                              | Joshua Marston                       |
| 2005 | Capote                        | Capote                                            | Bennett Miller                       |
| 2006 | Half Nelson                   | Half Nelson                                       | Ryan Fleck                           |
| 2007 | Away from Her                 | An ihrer Seite                                    | Sarah Polley                         |
| 2008 | Frozen River                  | Frozen River                                      | Courtney Hunt                        |
| 2009 | Hunger                        | Hunger                                            | Steve McQueen                        |
| 2010 | Animal Kingdom                | Königreich des Verbrechens                        | David Michôd                         |
| 2011 | Margin Call                   | Der große Crash – Margin Call                     | J. C. Chandor                        |
| 2012 | How to Survive a Plague       | How to Survive a Plague                           | David France                         |
| 2013 | Fruitvale Station             | Nächster Halt: Fruitvale Station                  | Ryan Coogler                         |
| 2014 | The Babadook                  | Der Babadook                                      | Jennifer Kent                        |
| 2015 | Saul fia                      | Son of Saul                                       | László Nemes                         |
| 2016 | The Edge of Seventeen         | The Edge of Seventeen – Das Jahr der Entscheidung | Kelly Fremon Craig                   |
| 2016 | Krisha                        | nicht bekannt                                     | Trey Edward Shults                   |
| 2017 | Get Out                       | Get Out                                           | Jordan Peele                         |
| 2018 | Eighth Grade                  | Eighth Grade                                      | Bo Burnham                           |
| 2019 | Atlantique                    | Atlantique                                        | Mati Diop                            |
| 2020 | The 40-Year-Old Version       | Mein 40-jähriges Ich                              | Radha Blank                          |
| 2021 | The Lost Daughter             | Frau im Dunkeln                                   | Maggie Gyllenhaal                    |
| 2022 | Aftersun                      | Aftersun                                          | Charlotte Wells                      |
| 2023 | Past Lives                    | Past Lives                                        | Celine Song                          |

## Nominierungen
1. ↑  1989 erhielten Steve Kloves (Die fabelhaften Baker Boys) und Jim Sheridan (Mein linker Fuß) Nominierungen.
2. ↑  1991 erhielt Anthony Minghella (Wie verrückt und aus tiefstem Herzen) eine Nominierung.
3. ↑  1992 erhielten Tim Robbins (Bob Roberts) und Quentin Tarantino (Reservoir Dogs – Wilde Hunde) Nominierungen.
4. ↑  Tweet bei twitter.com/nyfcc, 30. November 2023 (abgerufen am 30. November 2023).